# Larvell Jones
Larvell Jones è un personaggio immaginario della serie cinematografica di Scuola di polizia, interpretato da Michael Winslow, e dell'omonima serie animata, dov'è doppiato da Massimiliano Lotti. Insieme ad Eric Lassard ed Eugene Tackleberry, è uno dei tre personaggi ad essere presente in tutti e sette i film della serie.
Nel primo film è cadetto, nel secondo agente e dal terzo al settimo film, compresa la serie televisiva, diventa sergente, ma nella serie animata ritorna ad essere agente.

## Caratteristiche
È uno dei cadetti della scuola, co-protagonista della serie, ed è in pattuglia con il suo migliore amico Carey Mahoney, soprattutto in particolare nella serie animata. 
Quando viene portato in centrale, dice a Mahoney di essere medico. In tutti i film fino alla serie animata, Jones è in grado di riprodurre i suoni della realtà (tra cui anche la sirena della polizia) con l'uso della voce. Come il suo amico Mahoney non manca di giocare scherzi di cattivo gusto ai suoi detrattori (i soliti Harris e Mauser) e anche ad altre persone. Nel quarto episodio, Jones costringe il capitano Harris a fare una figuraccia in tribunale, facendo credere al giudice e a tutti gli astanti che gli sia scappato un peto. Nel secondo episodio, invece, mentre Mauser si ritrova nello spogliatoio con le mani incollate ai capelli, riproduce il latrato e il ringhio di Lou, il gigantesco cane di Schtultman. Il tenente, avendo gli occhi chiusi ed insaponati, crede che Lou voglia morderlo e lo implora di lasciarlo stare. Nel terzo episodio, sempre Mauser è vittima di uno scherzo di Jones. Mentre si rivolge al governatore, Jones emette due rutti e il governatore crede che sia Mauser a schernirlo. Quest'ultimo viene severamente rimproverato dal commissario Hurst. Nel quinto episodio, al check in, Jones fa credere che Harris abbia degli oggetti metallici che gli impediscono di passare. Dopo essersi tolto la cinta, il pantalone della divisa del capitano cala e questo suscita l'ilarità di tutti.
Nonostante sia oggetto di astio da parte di qualcuno, Jones è un apprezzato poliziotto ed, inoltre, è anche famoso per le sue abilità di acrobata e karateka.
In un episodio della serie animata si scopre che Jones è stato addestrato da Shiro, un famoso maestro di arti marziali (ricalcato sulle fattezze e sulla caratterizzazione del personaggio di Miyagi della saga di Karate Kid). Nel suddetto episodio "Guaio a Chinatown", Jones affronta Sa-Tan, un malvagio gangster cinese anch'esso addestrato da Shiro che abbina le arti marziali a sofisticati trucchi ipertecnologici venendo facilmente sconfitto, e rivolgendosi a Shiro per un nuovo addestramento che lo aiuterà a sconfiggere Sa-Tan.